# ريكاردو أليغريا
ريكاردو أليغريا (بالإنجليزية: Ricardo Alegría)‏ (و. 1921 – 2011 م) هو عالم إنسان، وعالم آثار، ومؤرخ عصور ما قبل التاريخ، ومؤلف، وكاتب بورتوريكي، ولد في سان خوان، بورتوريكو، توفي في سان خوان، بورتوريكو، عن عمر يناهز 90 عاماً، بسبب مرض قلبي وعائي.

## التعليم
تعلم في جامعة هارفارد، وجامعة شيكاغو.

## جوائز
حصل على جوائز منها:
- جائزة تشارلز فرانكل ‏ (1993)
- زمالة غوغنهايم.